# Saamer Usmani
Saamer Usmani (Pakistán, 21 de octubre de 1989) es un actor pakistaní-británico de televisión, conocido por sus apariciones en series como Nikita (2013), Reign (2015), What/If (2019), Succession (2019), Inventing Anna (2022) y 3 Body Problem (2024).
También apareció en la cinta The Mauritanian (2021), y prestó su voz en los videojuegos Tom Clancy's Splinter Cell: Blacklist (2017) y Assassin's Creed Origins (2017).

## Inicios
Usmani nació en Pakistán, sin embargo, fue criado en diferentes países como Reino Unido, Singapur, Nigeria, Arabia Saudita y Hong Kong. A la edad de 13 años se mudó a Estados Unidos y fue a un internado en Massachusetts. Cuando tenía 18 años fue a la Universidad de Toronto para estudiar sociología, antropología y ciencias políticas, así como cursos de teatro.
Estudió actuación en la London Academy of Music and Dramatic Art, y se graduó en 2014.

## Filmografía
| Año       | Título                                           | Papel                   | Notas                                             |
| --------- | ------------------------------------------------ | ----------------------- | ------------------------------------------------- |
| 2012      | The Firm                                         | Empleado de gasolinería |                                                   |
| 2012      | Covert Affairs                                   | Líder de equipo         |                                                   |
| 2013      | The Ties Between Us                              | Alex                    |                                                   |
| 2013      | Tom Clancy's Splinter Cell: Blacklist            | Soldado Farsi #4        | Videojuego                                        |
| 2013      | Nikita                                           | Hadad                   |                                                   |
| 2015      | Chameleon                                        | Policía                 | Cortometraje                                      |
| 2015-2017 | Reign                                            | Martin                  |                                                   |
| 2017      | Red Blooded                                      | Tag Fayad               |                                                   |
| 2017      | Killjoys                                         | Flik                    |                                                   |
| 2017      | Assassin's Creed Origins                         | Voz                     | Videojuego                                        |
| 2019      | The Other Two                                    | Paul Mago               |                                                   |
| 2019      | What/If                                          | Avery Watkins           |                                                   |
| 2019      | Succession                                       | Chris                   |                                                   |
| 2020      | Run                                              | Derek                   |                                                   |
| 2020      | Katy Keene                                       | Príncipe Errol Swoon    | Capítulo: Chapter Seven: Kiss of the Spider Woman |
| 2021      | The Mauritanian                                  | Arjun                   |                                                   |
| 2021      | The Good Fight                                   | Leopold                 |                                                   |
| 2022      | Inventing Anna                                   | Chase Sikorski          |                                                   |
| 2022      | The Accidental Wold                              |                         |                                                   |
| 2024      | 3 Body Problem                                   | Raj Varma               |                                                   |
| TBA       | Shook                                            | Ash                     |                                                   |
| TBA       | We Can Voyage There                              | Señor Raz               |                                                   |
| TBA       | Proyecto de Marc Cherry/Reba McEntire sin título |                         |                                                   |